# Sky City (Csangsa)
A Sky City (kínaiul: 天空城市, magyarul: Égi Város), vagy Sky City One, egy tervezett szupermagas felhőkarcoló volt a dél-közép kínai Hunan tartományban található Csangsában, amelyet a kínai Broad Group építőipari vállalat tervezett megépíteni. A tervek szerint a  Sky City lett volna akkor a legmagasabb épület a világon, 220 emelet és 838 méter magasságával. Az építési terv szerint  előre gyártott egységekkel építették volna meg az épületet egy 120 napos időszak alatt.